# Sątoczno (województwo pomorskie)
Sątoczno (dodatkowa nazwa w j. kaszub. Sątoczno; niem. Sontoczno) – osada kaszubska w Polsce na Równinie Charzykowskiej w rejonie Kaszub zwanym Gochami położona w województwie pomorskim, w powiecie bytowskim, w gminie Lipnica. Wieś jest częścią składową sołectwa Zapceń.
W latach 1975–1998 miejscowość administracyjnie należała do województwa słupskiego.